# Niebede

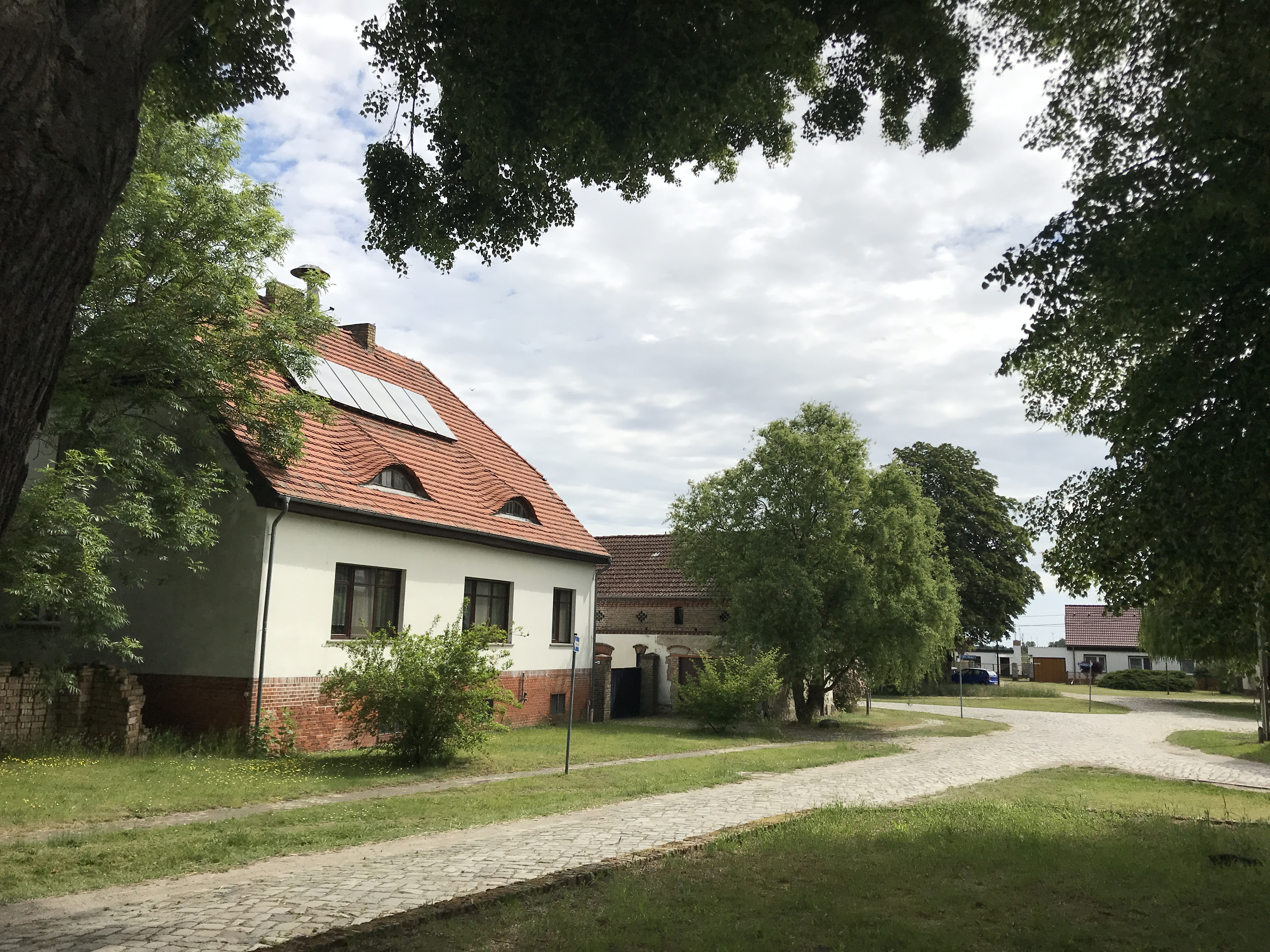
Dorfanger in Niebede

Niebede ist ein Wohnplatz vom Ortsteil Wachow der Stadt Nauen im Landkreis Havelland des Landes Brandenburg.

## Geografie
Niebede liegt 10 km südwestlich von Nauen und 8 km nordwestlich von Ketzin (Luftlinie).
Niebede lag an der Bahnstrecke Röthehof–Brandenburg Krakauer Tor.

## Geschichte
Das Dorf ist als Rundling in Kreisform angelegt worden. Es wurde 1179 als „Nibeden“ anlässlich der Überschreibung des Zehnten an das Domstift Brandenburg erstmals erwähnt. Es lag im Havelländischen Kreis der Mittelmark der Mark Brandenburg und war noch 1801 teils in Adelsbesitz, teils noch im Besitz des Domstifts. Seit der Verwaltungsreform von 1817 gehörte Niebede zum Landkreis Westhavelland und kam 1952 zum Kreis Nauen.

Niebede wurde 1962 in Wachow eingegliedert, hatte zu dieser Zeit etwa 360 Einwohner, kam mit der Gemeinde 1993 zum Landkreis Havelland und wurde als Ortsteil von Wachow 2003 in die Stadt Nauen eingegliedert.

## Kultur und Sehenswürdigkeiten

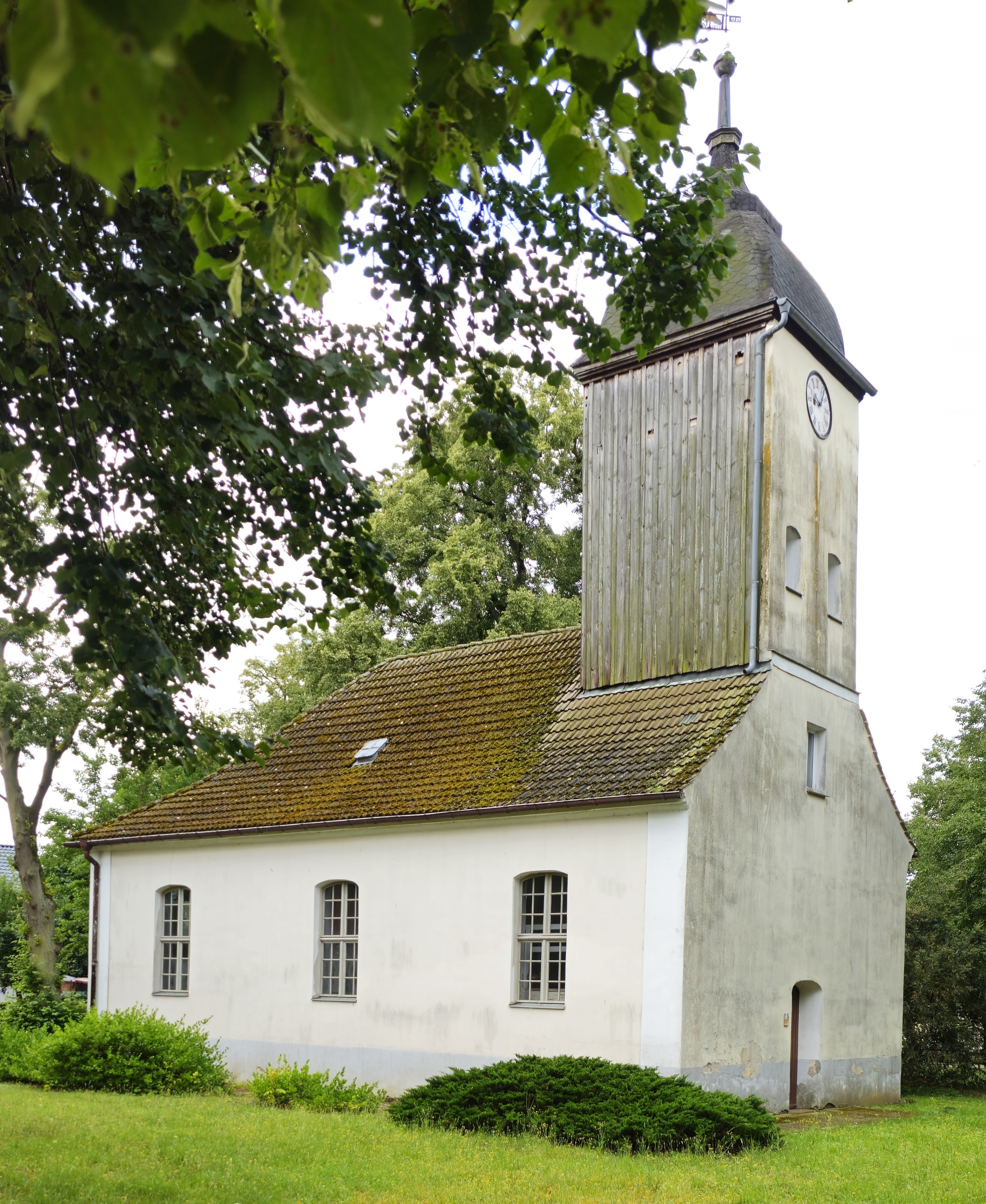
Dorfkirche

- Die Dorfkirche Niebede ist eine kleine verputzte Saalkirche aus dem Anfang des 18. Jahrhunderts. Die Kirchenausstattung ist teilweise älteren Datums und könnte von einem Vorgängerbau stammen.